# Borg vid Sillen

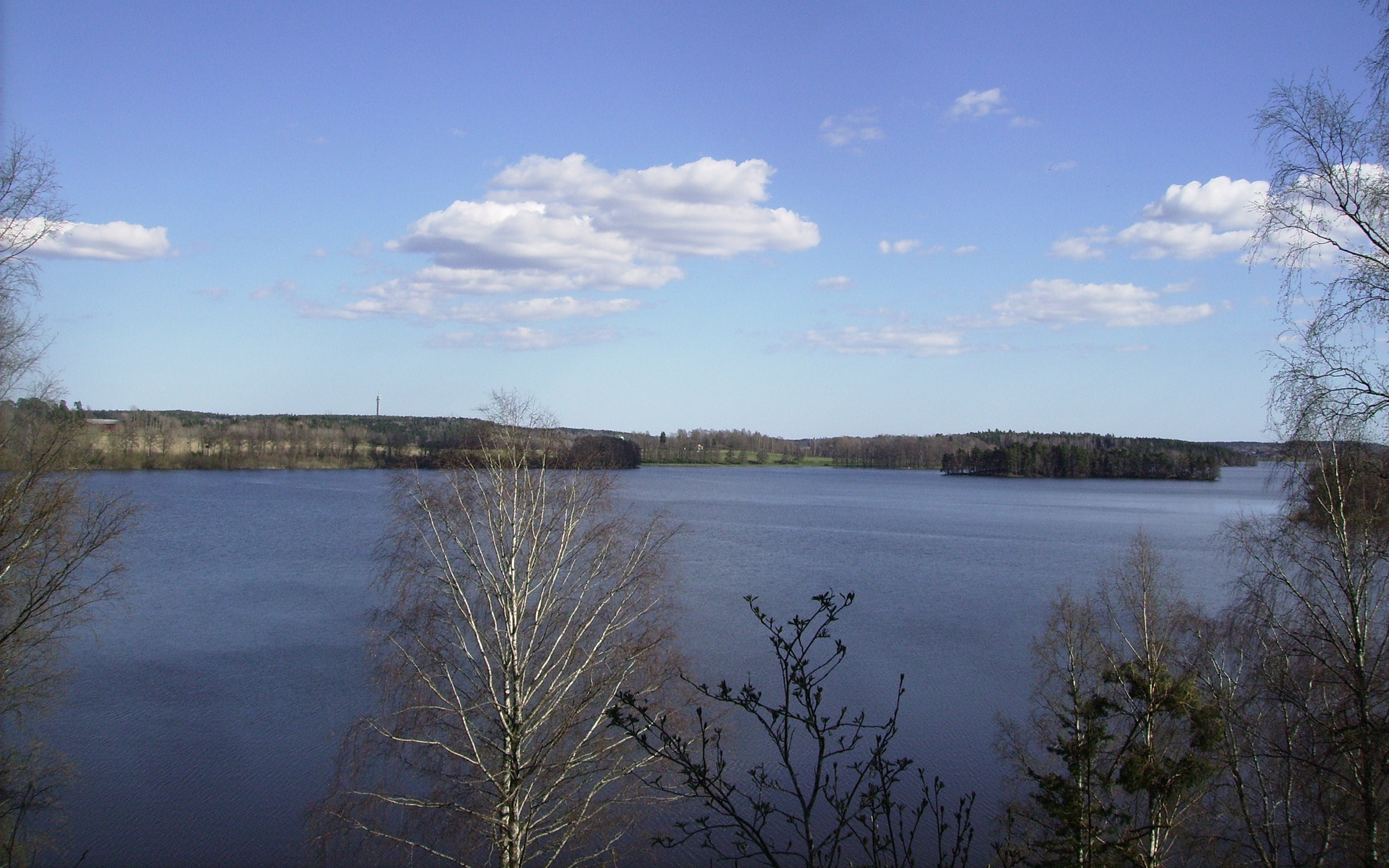
Utsikt mot Sillen från Skansberget.

Borgen vid Sillen är en fornborg, även kallad Skansberget, i Gnesta kommun vid Sillen och Sigtunaån i Södermanlands län, som omgärdas av vägarna 57 mot Nyköping och 224 mot Södertälje. 
Fornborgen var i bruk under stenåldern, bronsåldern och järnåldern, och var belägen på en strategiskt viktig plats eftersom den kontrollerade vattenvägen utifrån mot bygden. Fram till Trosaån grundades upp hade borgen en livsviktig frunktion. Under orostider omgärdades fornborgen av stenmurar med träpalissader. Under järnåldern och medeltiden fanns här Stora Sigtuna, en biskopsgård när kristendomen infördes.